# Giulio Douhet
Giulio Douhet (30. května 1869 Caserta – 15. února 1930 Řím) byl italský generál a průkopnický teoretik vedení vzdušného boje. Byl především významným propagátorem strategického bombardování, byl současníkem zastánců letecké války, kterými ve dvacátých letech byli Walther Wever, Billy Mitchell a Hugh Trenchard.

## Životopis
Narodil se Casertě v Kampánii, pocházel z rodiny savojských exulantů, kteří tam emigrovali po postoupení Savojska Francii. Navštěvoval Vojenskou akademii v Modeně a v roce 1882 byl povolán do italské armády. Později navštěvoval Polytechnický institut v Turíně, kde studoval vědu a techniku.
Douhet, který byl přidělen generálnímu štábu krátce po začátku nového století, publikoval přednášky o vojenské mechanizaci. S příchodem vzducholodí a poté letadel s pevnými křídly v Itálii rychle poznal vojenský potenciál nové technologie. Viděl úskalí umožnění kontroly vzdušných sil pozemními veliteli a začal prosazovat vytvoření samostatné vzdušné jednotky pod velením letců. Spojil se s mladým leteckým inženýrem Giannim Capronim, aby v příštích letech vychvaloval přednosti vzdušné síly.
V roce 1911 začala Itálie válčit s Osmanskou říší o kontrolu nad Libyí. Během války letouny poprvé operovaly v průzkumných, transportních, dělostřeleckých pozorovacích a dokonce omezených bombardovacích rolích. Douhet napsal zprávu o získaných leteckých zkušenostech, v níž navrhl, aby hlavní úlohou letadel bylo výškové bombardování, jakož i kobercové bombardování. V roce 1912 převzal Douhet velení nad italským leteckým praporem v Turíně a napsal soubor pravidel pro využití letadel ve válce (Regole per l'uso degli aeroplani in guerra) - jedna z prvních příruček tohoto druhu. Douhetovo prosazování vzdušných sil však bylo považováno za radikální. Po incidentu, při kterém bez povolení nařídil stavbu bombardérů Caproni, byl převelen k pěchotě.